# Laškovce
Laškovce (ungarisch Lask) ist eine Gemeinde im Osten der Slowakei mit 766 Einwohnern (Stand 31. Dezember 2024), die zum Okres Michalovce, einem Teil des Košický kraj, gehört und in der traditionellen Landschaft Zemplín liegt.

## Geographie
Die Gemeinde befindet sich im Ostslowakischen Tiefland, rechtsseitig des kanalisierten Flusses Duša im Einzugsgebiet des Laborec. Das Ortszentrum liegt auf einer Höhe von 110 m n.m. und ist neun Kilometer von Michalovce entfernt.
Nachbargemeinden sind Pozdišovce im Norden, Šamudovce im Osten, Vrbnica im Südosten, Žbince im Süden, Bánovce nad Ondavou im Süden und Südwesten und Trhovište im Westen.

## Geschichte
Laškovce wurde zum ersten Mal 1310 (nach anderen Quellen 1324 als Lack) schriftlich erwähnt, weitere historische Bezeichnungen sind unter anderen Losk (1349), Lask (1380), Lwskolcz (1437), Laskowcze (1773) und Lasskowce (1808). 1310 war das Dorf Besitz des Geschlechts Bogátradvány und im Besonderen der Monoker Linie (bis zum 16. Jahrhundert). Im 18. Jahrhundert gehörten die Ortsgüter der Familie Szirmay, im 19. Jahrhundert dem Geschlecht Andrássy.
1567 wurden anderthalb Porta verzeichnet, 1582 war nach einem unbekannten Ereignis keine Steuer fällig, 1600 standen neun bewohnte Untertanen-Häuser. 1715 gab es 16 verlassene und fünf bewohnte Haushalte. 1787 hatte die Ortschaft 33 Häuser und 239 Einwohner, 1828 zählte man 40 Häuser und 317 Einwohner, die als Landwirte tätig waren. Von 1880 bis 1890 wanderten viele Einwohner aus. 
Bis 1918/1919 gehörte der im Komitat Semplin liegende Ort zum Königreich Ungarn und kam danach zur Tschechoslowakei beziehungsweise heute Slowakei. Auch nach 1918 verblieb die Bevölkerung bei traditionellen Einnahmequellen.

## Bevölkerung
| Jahr                | 1994 | 2004     | 2014     | 2024     |
| ------------------- | ---- | -------- | -------- | -------- |
| Anzahl der Personen | 422  | 530      | 667      | 766      |
| Unterschied         |      | +25,59 % | +25,84 % | +14,84 % |

| Jahr                | 2023 | 2024    |
| ------------------- | ---- | ------- |
| Anzahl der Personen | 763  | 766     |
| Unterschied         |      | +0,39 % |

Nach der Volkszählung 2011 wohnten in Laškovce 612 Einwohner, davon 557 Slowaken, 42 Roma, vier Tschechen und ein Pole. Ein Einwohner gab eine andere Ethnie an und sieben Einwohner machten keine Angabe zur Ethnie.
227 Einwohner bekannten sich zur griechisch-katholischen Kirche, 164 Einwohner zur römisch-katholischen Kirche, 56 Einwohner zur orthodoxen Kirche, 31 Einwohner zur Evangelischen Kirche A. B., 14 Einwohner zur reformierten Kirche, sechs Einwohner zu den Zeugen Jehovas und zwei Einwohner zur evangelisch-methodistischen Kirche. 92 Einwohner waren konfessionslos und bei 20 Einwohnern wurde die Konfession nicht ermittelt.

## Bauwerke und Denkmäler
- griechisch-katholische Kirche Mariä Himmelfahrt im barock-klassizistischen Stil aus den 1780er Jahren, 1922 erweitert[6]

## Verkehr
Durch Laškovce führt die Cesta III. triedy 3738 („Straße 3. Ordnung“) von Ložín (Anschluss an die Cesta II. triedy 554 („Straße 2. Ordnung“)) nach Pozdišovce (Anschluss an die Cesta I. triedy 19 („Straße 1. Ordnung“)) Der Ort hat eine Haltestelle an der Bahnstrecke Michaľany–Łupków.